# Европски шампионат у шаху 1961, мушкарци

## Лична карта турнира
2° европски тимски шаховски шампионат
| Датум:                              | 20. јуни - 2. јули 1961. |
| Место:                              | Оберхаузен               |
| Место одигравања:                   | /                        |
| Држава:                             | Немачка                  |
| Председник организационог комитета: | /                        |
| Главни судија:                      | /                        |
| Број тимова у финалу:               | 6                        |
| Број играча:                        | 72                       |
| Број одиграних партија:             | 300                      |

На 2° европском тимском шампионату, за разлику од турнира одржаног 1957. квалификовало се 6 тимова за финални турнир. СССР и Југославија су се директно квалификовале а кроз прелиминарне борбе у финале су се још квалификовале Мађарска, Чехословачка, Западна Немачка и Шпанија. Посебан успех је остварила Шпанија која је на претходном турниру била лоше пласирана. Јаки тимови као Бугарска, Румунија и Енглеска нису успели да се квалификују.
Првог такмичарског дана СССР ја декласирао Шпанију са 9 : 1, а Мађарска, Чехословачку са 8½ : 1½. У четвртом колу у мечу СССР - Немачка (7:3) Ботвиник је изгубио од Унцикера.
Тим СССР-а је победио у свим мечевима, поразивши и Мађарску и Југославију са 7 : 3. Пре последњег кола Мађарска је имала пола поена више од Југославије. У међусобном мечу су одлучивали за сребрну медаљу. Југославија их декласира резултатом 8 : 2 и тако осваја сребрну медаљу.
СССР лако побеђује на 2° европском шампионату, добивши 8 од 12 појединачних награда за најбоље табле. Најбољи појединачни учинак је остварио Виктор Корчној са скором од 8½/9. Југославија осваја друго место поред лоше игре Светозара Глигорића (без победе и с два пораза) захваљајући, пре свега Ћирићу и Ђурашевићу. Поред доброг старта Мађарска лоше финишира иако је девет играча имало проценат успешности већи од 65% (најбољи је био Портиш).

## Прелиминарне борбе
| №  | Држава     | 1  | 1 | 2   | 2  | Σ   | + | = | - |  |
| -- | ---------- | -- | - | --- | -- | --- | - | - | - |  |
| 1. | Шпанија    |    |   | 10½ | 12 | 22½ | 2 | 0 | 0 |  |
| 2. | Швајцарска | 9½ | 8 |     |    | 17½ | 0 | 0 | 2 |  |
| 3. | Француска  |    |   |     |    |     |   |   |   |  |
| /  |            |    |   |     |    |     |   |   |   |  |

| №  | Држава   | 1  | 2  | 3   | Σ   | + | = | - |  |
| -- | -------- | -- | -- | --- | --- | - | - | - |  |
| 1. | Немачка  |    | 11 | 12½ | 23½ | 2 | 0 | 0 |  |
| 2. | Шведска  | 9  |    | 10½ | 19½ | 1 | 0 | 1 |  |
| 3. | Финска   | 7½ | 9½ |     | 17  | 0 | 0 | 2 |  |
| 4. | Норвешка |    |    |     |     |   |   |   |  |

| №  | Држава          | 1  | 1  | 2  | 2  | 3  | 3  | 4  | 4  | Σ   | + | = | - |  |
| -- | --------------- | -- | -- | -- | -- | -- | -- | -- | -- | --- | - | - | - |  |
| 1. | Чехословачка    |    |    | 5½ | 5  | 7  | 6½ | 7½ | 6  | 37½ | 5 | 1 | 0 |  |
| 2. | Источна Немачка | 4½ | 5  |    |    | 7½ | 5½ | 5  | 7½ | 35  | 3 | 2 | 1 |  |
| 3. | Пољска          | 3  | 3½ | 2½ | 4½ |    |    | 7½ | 7½ | 28½ | 2 | 0 | 4 |  |
| 4. | Аустрија        | 2½ | 4  | 5  | 2½ | 2½ | 2½ |    |    | 19  | 0 | 1 | 5 |  |

| №  | Држава   | 1  | 2  | 3   | Σ   | + | = | - |  |
| -- | -------- | -- | -- | --- | --- | - | - | - |  |
| 1. | Мађарска |    | 13 | 12½ | 28½ | 2 | 0 | 0 |  |
| 2. | Бугарска | 7  |    | 11  | 18  | 1 | 0 | 1 |  |
| 3. | Румунија | 7½ | 9  |     | 16½ | 0 | 0 | 2 |  |
| /  |          |    |    |     |     |   |   |   |  |

## Турнирска табела - финалне борбе
| №  | Држава          | 1   | 1   | 2   | 2   | 3   | 3   | 4   | 4  | 5   | 5   | 6   | 6   | +  | = | - |  | Поени |
| -- | --------------- | --- | --- | --- | --- | --- | --- | --- | -- | --- | --- | --- | --- | -- | - | - |  | ----- |
| 1. | Совјетски Савез |     |     | 6½  | 7.0 | 6½  | 7.0 | 7½  | 8½ | 7.0 | 8.0 | 9.0 | 7½  | 10 | 0 | 0 |  | 74½   |
| 2. | Југославија     | 3½  | 3.0 |     |     | 5.0 | 8.0 | 6.0 | 5½ | 8½  | 6½  | 7½  | 7.0 | 7  | 1 | 2 |  | 58½   |
| 3. | Мађарска        | 3½  | 3.0 | 5.0 | 2.0 |     |     | 8½  | 4½ | 6½  | 5½  | 8.0 | 6½  | 5  | 1 | 4 |  | 53.0  |
| 4. | Чехословачка    | 3½  | 1½  | 4.0 | 4½  | 1½  | 5½  |     |    | 6.0 | 5.0 | 6½  | 4.0 | 3  | 1 | 6 |  | 41.0  |
| 5. | Немачка         | 3.0 | 2.0 | 3½  | 3½  | 3½  | 4½  | 1½  | 5½ |     |     | 4½  | 4.0 | 0  | 1 | 9 |  | 37½   |
| 5. | Шпанија         | 1.0 | 3½  | 2½  | 3   | 2   | 3½  | 3½  | 6  | 5½  | 6   |     |     | 3  | 0 | 7 |  | 35½   |

## Појединачни резултати
1. Совјетски Савез: Михаил Ботвиник 6/9, Михаил Таљ 5,5/9, Паул Керес 6/8, Тигран Петросјан 6/8, Василиј Смислов 8/9, Марк Тајманов 7,5/9, Лав Полугајевски 6,5/9, Семјон Фурман 4/7, Ефим Гелер 6,5/9, Виктор Корчној 7,5/8, Александар Толуш 4,5/6, Владимир Багиров 5,5/8
2. Југославија: Светозар Глигорић 4/10, Петар Трифуновић 5/9, Александар Матановић 7/10, Берток 3/7, Милан Матуловић 4,5/9, Мијо Удовчић 7/10, Недељковић 5,5/9, Милић 5/9, Ћирић 6,5/9, Драгољуб Минић 4/6, Маровић 1/4, Ђурашевић 6/8
3. Мађарска: Ласло Сабо 4,5/10, Лајош Портиш 6,5/10, Гидеон Барза 5,5/10, Иштван Билек 5,5/10, Флоријан 3,5/9, Хонфи 5/10, Геза Форинтош 5/10, Pogats 6/10, Haag 5/8, Ленђел 5,5/10, Szily 0,5/5, Наваровски 0,5/4
4. Чехословачка: Лудек Пахман 4,5/10, Мирослав Филип 4/10, Властимил Хорт 3,5/10, Јанса 4/10, Маршалек 1,5/7, Фихтл 3,5/9, Трапл 6,5/9, Козма 4/9, Рејфир 1,5/8, Алтшул 1/5, Ујтелки 4,5/8, Фабиан 2/4
5. Немачка: Волфганг Унцикер 6/10, Шмид 4,5/7, Дарга 3,5/5, Тешнер 4/10, Трогер 2,5/8, Пфајфер 5/10, Шустер 1,5, Клеменс 1,5/8, Нипхаус 3/9, Ајзингер 2/9, Пич 2/7, Вајзе 2/8
6. Шпанија: Perez Perez 4,5/10, Торан 1/9, Саборидо 1,5/9, Албареда 4/10, Puig 4/10, Франко 5/10, Љадо 4/10, Балбе 6,5/8, Белтран 1/6, Наваро, Гарсиа Орус 3/9, Перез Гонзалес 1,5/6